# Jakub Krejčí
Jakub Krejčí (* 23. ledna 2002, České Budějovice) je český vodní slalomář, kajakář závodící v kategorii K1, který od roku 2023 reprezentuje Česko v kategorii dospělých.
Z juniorských období jsou jeho největším úspěchem zlatá medaile v disciplíně kajak (K1) z Mistrovství světa ve vodním slalomu 2021 v kategorii do 23 let. Ve stejné kategorii získal zlato také na mistrovstvích Evropy v letech 2021 a 2022. V kolektivní soutěži kajak (K1) hlídky získal titul v kategorii do 23 let v roce 2021.

## Sportovní kariéra
Jakub Krejčí reprezentuje Česko od roku 2018, kdy na mistrovství světa získal stříbrnou medaili v závodech hlídek na kajaku (K1) v kategorii do 23 let.

### 2023
V českých kvalifikačních závodech se probojoval do tříčlenné české reprezentace pro závody Světového poháru v kajaku (K1). Nejlépe se umístil na prvním podniku tohoto poháru v německém Augsburgu, kde skončil na 6. místě.
Na mistrovství světa v anglickém Lee Valley dojel v individuálním závodě na kajaku na 17. místě. V závodech hlídek vybojoval s Vítem Přindišem a Jiřím Prskavcem zlatou medaili na kajaku.
Na Mistrovství České republiky v jihočeském Lipně získal stříbrnou medaili v závodě na kajaku za Jiřím Prskavcem.

### 2024
V tomto roce se probojoval do české reprezentace pro závody Světového poháru v kajaku. Na druhém podniku v Praze-Troji získal bronzovou medaili.
Na Mistrovství Evropy vybojoval spolu s Vítem Přindišem a Jiřím Prskavcem zlatou medaili v závodech hlídek v kategorii K1. Na mistrovství světa v kategorii U23 pak získal stříbrnou medaili. 
V kajaku (K1) se neprobojoval na olympijské hry v Paříži. Na olympijské hry v Paříži se nominoval Jiří Prskavec. Jiří Prskavec postoupil do finále a zde po jednom doteku branky skončil na šestém místě. 
Vybojoval titul mistra České republiky v závodech na kajaku (K1). V celkovém pořadí Českého poháru skončil v této kategorii druhý.

### 2025
Také v tomto roce se probojoval do české reprezentace pro závody jak v kajaku, tak v kajak krosu.
Na Mistrovství Evropy v Paříži vybojoval zlatou medaili v kajak krosu.